# Кеноза
Кеноза (грч. κένωσις испражњење, унижење, смирење) као православни теолошки термин представља стање унижења или испражњења које Син Божији прихвата у Своме Оваплоћењу, као акт послушности према Богу Оцу: "Који будући у обличју Божијем, није сматрао за отимање то што је једнак с Богом; него је себе понизио узевши обличје слуге, постао истовјетан људима, и изгледом се нађе као човјек; унизио је себе и био послушан до смрти, и то до смрти на крсту" (Филип. 2,6-8).
У православној христологији, кеноза се схвата као последица ипостасног јединства Свете Тројице. У Христу, Бог постаје учесник у животу човека: "прима наше грехе и умире за нас" (Јевр. 2,9), да би човеку дао могућност да дође до Бога. У Оваплоћењу своме, Бог обавија своје божанство, да би се спустио до човековог стања, узевши обличје "слуге". Исто чини и Син Божији како би се поистоветио са Сином човечијим. Он се спустио, приклонивши небеса да би показао како икономија спасења није машта, него стварност и дело послушности.
Концепције о кенози подстакле су различите струје у православној теологији. Кеноза је узор хришћанске смирености, врлине коју ђаво највише мрзи, будући да је супротна гордости и славољубљу. Познат је и "руски кенотизам", аскетска струја која је, преувеличавајући унижење Сина у чину Оваплоћења, проповедала духовност засновану на уништењу личности. Кеноза је, међутим, по православном тумачењу пре свега начин снисхођења и послушности, по Христовом узору: "Он постаје послушан Оцу, исцељујући нашу сопствену непослушност, са оним што је примио од нас и као ми, и постаје ради нас пример послушности без које нема спасења".